# Neil Aggett
Neil Aggett fue un médico y organizador sindical keniano-sudafricano. Fue asesinado por la División de Seguridad del Servicio de Policía Sudafricano del apartheid, después de haber estado detenido sin juicio durante 70 días.

## Vida y carrera
Aggett era de ascendencia británica. Después de vivir sus primeros años en Kenia, su familia se mudó a Sudáfrica en 1964, donde asistió al Kingswood College en Grahamstown de 1964 a 1970 y posteriormente a la Universidad de Ciudad del Cabo, donde se graduó en medicina en 1976.
Aggett trabajó como médico en hospitales para personas negras (durante el apartheid, ellos estaban segregados) en Umtata, Tembisa y posteriormente en el hospital Baragwanath de Soweto, trabajando en urgencias y aprendiendo el zulú básico. Fue nombrado organizador no remunerado del Sindicato de Trabajadores de la Alimentación y Conservas de Transvaal y ayudó a organizar a los trabajadores de Fatti's y Moni's en Isando, en un momento crítico en el que la empresa se enfrentaba a una creciente campaña de boicot por el despido injustificado de trabajadores en su fábrica de Bellville, Cabo Occidental. Trabajaba como médico los miércoles y viernes por la noche para poder continuar con su labor sindical.
A raíz de una reunión histórica en Langa, cerca de Ciudad del Cabo, en agosto de 1981, de sindicatos que hasta entonces habían estado muy divididos, se le encomendó la tarea de crear un Comité de Solidaridad de Transvaal.

## Detención y muerte
Aggett fue detenido junto con su novia, la Dra. Isabel Floyd, por la policía de seguridad del apartheid el 27 de noviembre de 1981. Su fallecimiento, el 5 de febrero de 1982, tras 70 días de detención sin juicio, marcó la 51.ª muerte en la prisión. Fue la primera persona blanca en morir en prisión desde 1963. Según la Policía de Seguridad Sudafricana del Apartheid , Aggett se suicidó ahorcándose mientras se encontraba detenido en la comisaría de John Vorster Square.
Cerca de 15.000 personas asistieron a su funeral de el 13 de febrero, incluyendo al obispo Desmond Tutu. Los sindicatos, previamente divididos, convocaron conjuntamente una huelga dos días antes del funeral, a la que participaron unas 90.000 trabajadores de todo el país. Aggett está enterrado en el cementerio de Westpark en Johannesburgo. Su tumba tiene el número ECB1613.

## Primera investigación
La investigación sobre su muerte duró 44 días. El equipo de abogados de Aggett, liderado por el activista antiapartheid y asesor legal principal George Bizos, con Denis Kuny como subalterno, utilizó pruebas basadas en "hechos similares" y argumentó que se trató de un "suicidio inducido". Por primera vez en un tribunal sudafricano, ex-detenidos declararon haber sido torturados. Aggett 14 horas antes de su muerte, declaró que había sido agredido, le vendaron los ojos y le aplicaron descargas eléctricas. Sin embargo, el magistrado Kotze dictaminó que la muerte no fue causada por ninguna acción u omisión de la policía del apartheid.
Unos cinco años después de su muerte, en la conferencia de 1987 del Foro de las Cinco Libertades, su compañero de detención Frank Chikane recordó cómo había visto a Aggett en la cárcel regresando de uno de sus interrogatorios, cargado y arrastrado por los guardias; Chikane vio esto como una señal de lo gravemente herido que estaba en ese momento.

## Segunda investigación
El Tribunal Superior de Johannesburgo reabrió la investigación sobre la muerte de Aggett el 20 de enero del 2020, 38 años después de su muerte. Jill Burger, su hermana, declaró ante el tribunal que su hermano fue asesinado cuando la tortura fue demasiado lejos.
El 4 de marzo del 2022, el juez Motsamai Makume revocó las conclusiones de la investigación de 1982 en su fallo ante el Tribunal Superior. Tras una investigación exhaustiva basada en pruebas fácticas y declaraciones de exmiembros de la Sección de Seguridad y otros detenidos, el tribunal dictaminó que el Dr. Neil Aggett no se suicidó, sino que fue asesinado por miembros de la Sección de Seguridad del Apartheid. Esto abre las puertas para que la Fiscalía Nacional procese a los agentes de la Sección de Seguridad responsables de su muerte y del posterior encubrimiento. El juez Makume calificó las conclusiones del juez Kotze en la investigación original como «un grave error de juicio» y sus conclusiones como «extremadamente débiles».
La investigación del 4 de marzo del 2022 determinó que el Dr. Aggett no murió ahorcado, sino a causa del síndrome de aplastamiento causado por las palizas y el ejercicio forzado en la prisión John Vorster de Johannesburgo. Los detalles se publicaron en el Journal of Medicine and Public Health en Chicago.

## Legado
Johnny Clegg incluyó un homenaje a Aggett en su canción Asimbonanga (Mandela) del álbum Third World Child (1987). Clegg también compuso la canción Siyayilanda del álbum Scatterlings (1982) para Aggett. George Bizos incluye un capítulo sobre la investigación judicial de Aggett en el libro No One to Blame?: In Pursuit of Justice in South Africa. Donald McRae revela cómo la muerte de Aggett en detención lo afectó profundamente a él y a su familia en sus memorias Under Our Skin. Muerte de un idealista: En busca de Neil Aggett es una biografía completa y referenciada de Beverley Naidoo, con prólogo de George Bizos SC.
La Asociación Médica Sudafricana, una asociación profesional no estatutaria de profesionales médicos de los sectores público y privado de Sudáfrica, nunca reconoció las acciones en favor de los pobres del Dr. Neil Aggett y las torturas posteriores que llevaron a su muerte.
La Unidad de Estudios Laborales Neil Aggett (NALSU) de la Universidad de Rhodes recibe su nombre en su honor.

## Conferencia conmemorativa

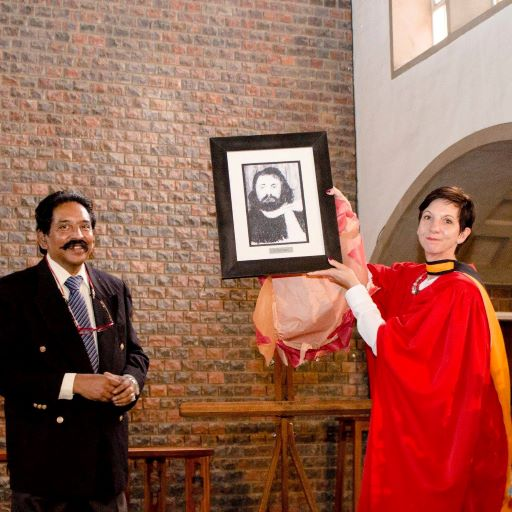
Donación de la imagen en carboncillo del Dr. Neil Aggett al Kingswood College.

La Conferencia Anual en Memoria de Neil Aggett se celebra en Kingswood College (donde estudió), Grahamstown. La conferencia se centra en los recuerdos de Aggett y analiza el concepto de injusticia, qué es y cómo, como sociedad, enfrentamos más injusticias que nunca. El Dr. Amitabh Mitra fue un invitado especial en la conferencia de 2019, presentando al colegio un dibujo al carboncillo que realizó de Neil Aggett. Este dibujo es una de las pocas representaciones visuales de Aggett y se exhibe en el Museo del Kingswood College.